# Населення Норвегії
Населення Норвегії. 
Чисельність населення країни 2015 року становила 5,207 млн осіб (121-ше місце у світі). Чисельність норвежців стабільно збільшується, народжуваність 2015 року становила 12,14 ‰ (163-тє місце у світі), смертність — 8,12 ‰ (95-те місце у світі), природний приріст — 1,13 % (108-ме місце у світі) . 

## Історія

### Населення Норвегії до XIV століття
Люди в Норвегії мешкали задовго до епохи вікінгів. 900—1000 років після того, як відступив останній Віслинський (Валдайський) льодовик, первісні мисливці та рибалки почали обживати норвезьке узбережжя. Приблизно 4000 року до н. е. почалось розселення племен по всій території країни.
У часи Середньовіччя населення Європи зазнавало величезних втрат через спустошливі епідемії, що знелюднили великі території. Найбільшим з них були: епідемія, що тривала між 540 роком і аж до початку VII століття. У Скандинавії, зокрема Норвегії, відбулися схожі процеси. Коли перша демографічна криза охопила Європу, тут також суттєво зменшилась кількість населення. Археологічні знахідки у Роґаланні й Аґдері свідчать про вимирання людей та занепад поселень наприкінці епохи Великого переселення народів. За часів вікінгів населення, навпаки, значно зросло, з'явилися нові хутори та поселення.
Неможливо встановити кількість мешканців Норвегії до першого перепису 1665 року. Усі дані про населення в давніші часи можуть бути дуже приблизними і ненадійними. Нині такі обчислення можна провести, підрахувавши кількість хуторів-садиб та пов'язавши їх із відомостями з розрізнених тогочасних і пізніших джерел. Найімовірнішу цифру дає підрахунок іменних садиб (кожна з власною назвою), які існували на зламі XII—XIV століть. Саме тоді — перед демографічною кризою пізнього Середньовіччя — населення країни було найчисельнішим. Підрахувати кількість садиб було не так важко, як кількість людей, які в них мешкали. По-перше, кожна садиба в епоху Середньовіччя поділялася на окремі господарства, а це дуже ускладнює обчислення. А по-друге, невідомо, скільки людей, серед них найманих, працювало на кожному хуторі. Згідно з переписом 1665 року на хуторі мешкало приблизно 6 осіб. Якщо керуватись цією цифрою і під час підрахунку середньої кількості населення в епоху Середньовіччя, то можна отримати приблизну загальну кількість населення Норвегії в ті часи — 400—500 тис. мешканців. Якщо взяти до уваги, що середня кількість населення, зайнята в господарстві, дуже приблизна, а деякі райони згодом відійшли до Швеції (Бугюслен, Ємтланн, Гер'єдален), то населення норвезького королівства близько 1300 року могло становити від 300 тис. до 550 тис. осіб.
Немає жодного сумніву, що чисельність мешканців Норвегії зростала упродовж періоду, що тривав від часів вікінгів до середини Середньовіччя. Експансію вікінгів важко було би пояснити без значного приросту населення. Яскравим свідченням цього стала поява численних землеробських осередків. З'явилися тисячі нових хуторів. Про стрімкий розвиток раннього норвезького суспільства свідчать назви хуторів із специфічними для тієї епохи мовними рисами. Особливо впадає у вічі 3 чи 4 тисячі власних назв, що закінчуються на -rud і -rød (місце, яке розчищають під оранку).
При цьому в Норвегії була невелика кількість міст у порівнянні з іншими Скандинавськими країнами Данією, Швецією, Фінляндією. Наприкінці епохи Середньовіччя Норвегія мала тільки 16 поселень зі статусом міста, у яких навряд чи мешкало більше ніж 20 тис. громадян. Берґен міг налічувати понад 5 тис., максимально — 7 тис. мешканців. Такими були середні за розмірами тогочасні європейські міста. Берґен же був тоді чи не найбільшим містом Скандинавії. Кількість населення Тронгейма, Осло та Тенсберґа визначалося, швидше за все чотиризначним числом, а в інших норвезьких містах кількість мешканців не перевищувала кількох сотень жителів.
Зважаючи на тогочасні відносини та спосіб життя в європейських країнах, а згодом і в Норвегії, можна зробити висновок, що тривалість життя норвежців була невисокою. Дослідження людських останків, знайдених у деяких середньовічних скандинавських церквах, свідчать, що пересічний вік не перевищував 30 років. Цей середній показник зумовлений ще й високою смертністю в дитячому та юнацькому віці. Інші ж нечасто доживають до старості, і шістдесятирічні люди були рідкістю. Факт, що чисельність населення все ж зростала, можна пояснити тим, що висока смертність стимулювала ще більшу народжуваність. Жінки народжували дітей, ледь досягнувши статевої зрілості. Ранні та надміру часті пологи пояснюють коротший життєвий вік жінок порівняно з чоловіками. Росту населення також сприяло збільшення виробництва продуктів харчування. Проте екстенсивне землеробство і визиск доступних ділянок родючої землі загальмували процес приросту населення і наприкінці епохи розквіту Середньовіччя кількість мешканців суттєво зменшилась.
Для кінця XII століття характерний наплив іноземців, насамперед англійців та німців, до Берґена, центру міжнародної торгівлі. Чужоземні «гості» щороку також прибували у мореплавний сезон до південних прибережних міст. Починаючи з кінця 1350-х років, у Берґені мешкали іноземні «зимувальники», передусім німецькі ганзейські купці, за ними вслід з'явилися німецькі ремісники. Іноземні поселенці поповнили також населення інших портових міст, зокрема Осло та Тенсберґа.

### Демографічна криза, пов'язана з пандемією чуми XIV століття
У другій половині XIV століття Норвегію охопила друга демографічна криза. У 1347—1351 роках усю Європу охопила пандемія чуми, названа згодом чорною смертю. Саме цю пошесть вважають часовою віхою, яка розділила епоху розквіту Середньовіччя від епохи пізнього Середньовіччя. Чума лютувала в Данії, на більшій території Швеції, але оминула Фінляндію та Ісландію. Таку ж картину спостерігали в більшості країн Північної і Західної Європи.
Чуму завезли до Бергена з Англії влітку 1349 року. Можливо, звідти вона сягнула Естланну та поширилась по всій країні. Норвегія знову і знову страждала від епідемій, як поверталися майже кожного наступного десятиріччя впродовж усього XIV століття. Джерелами інфекції були чорні пацюки, від яких до людей збудників переносили блохи. Для найпоширенішої під час Чорної смерті та надалі бубонної форми чуми характерними були збільшення лімфатичних вузлів (бубони) під пахами, на шиї та в паху. Без медичного лікування, як це було в Середньовіччі, гинуло до 70 % інфікованих. Чумна паличка потрапляла з бубонів у кров і спричиняла утворення нових вогнищ чуми — у легенях (легенева форма) та в більшості внутрішніх органів (сепсис), які становили набагато більшу загрозу людському життю, аніж бубонна чума.

### Нова доба
1665 року вперше було зроблено перепис населення країни, яке налічувало тоді приблизно 440 тис. мешканців.

## Природний рух
Природний рух населення Норвегії в 1900—2010 роках
| Рік  | Чисельність населення (тис. осіб) | Живих народжень | Смертей | Природний приріст | Народжуваність (‰) | Смертність (‰) | Природний приріст (‰) | Фертильність |
| ---- | --------------------------------- | --------------- | ------- | ----------------- | ------------------ | -------------- | --------------------- | ------------ |
| 1900 | 2 231                             | 66 229          | 35 345  | 30 884            | 29,7               | 15,8           | 13,8                  |              |
| 1901 | 2 255                             | 67 303          | 33 821  | 33 482            | 29,8               | 15,0           | 14,8                  |              |
| 1902 | 2 276                             | 66 494          | 31 670  | 34 824            | 29,2               | 13,9           | 15,3                  |              |
| 1903 | 2 288                             | 65 470          | 33 847  | 31 623            | 28,6               | 14,8           | 13,8                  |              |
| 1904 | 2 298                             | 64 143          | 32 895  | 31 248            | 27,9               | 14,3           | 13,6                  |              |
| 1905 | 2 309                             | 62 601          | 34 050  | 28 551            | 27,1               | 14,7           | 12,4                  |              |
| 1906 | 2 319                             | 62 091          | 31 668  | 30 423            | 26,8               | 13,7           | 13,1                  |              |
| 1907 | 2 329                             | 61 302          | 33 345  | 27 957            | 26,3               | 14,3           | 12,0                  |              |
| 1908 | 2 346                             | 61 686          | 33 366  | 28 320            | 26,3               | 14,2           | 12,1                  |              |
| 1909 | 2 368                             | 63 324          | 32 111  | 31 213            | 26,7               | 13,6           | 13,2                  |              |
| 1910 | 2 384                             | 61 486          | 32 207  | 29 279            | 25,8               | 13,5           | 12,3                  |              |
| 1911 | 2 401                             | 61 727          | 31 691  | 30 036            | 25,7               | 13,2           | 12,5                  |              |
| 1912 | 2 423                             | 61 409          | 32 663  | 28 746            | 25,3               | 13,5           | 11,9                  |              |
| 1913 | 2 447                             | 61 294          | 32 442  | 28 852            | 25,0               | 13,3           | 11,8                  |              |
| 1914 | 2 472                             | 62 111          | 33 280  | 28 831            | 25,1               | 13,5           | 11,7                  |              |
| 1915 | 2 498                             | 58 975          | 33 425  | 25 550            | 23,6               | 13,4           | 10,2                  |              |
| 1916 | 2 522                             | 61 120          | 34 910  | 26 210            | 24,2               | 13,8           | 10,4                  |              |
| 1917 | 2 551                             | 63 969          | 34 699  | 29 270            | 25,1               | 13,6           | 11,5                  |              |
| 1918 | 2 578                             | 63 468          | 44 218  | 19 250            | 24,6               | 17,2           | 7,5                   |              |
| 1919 | 2 603                             | 59 486          | 35 821  | 23 665            | 22,9               | 13,8           | 9,1                   |              |
| 1920 | 2 635                             | 69 326          | 33 634  | 35 692            | 26,3               | 12,8           | 13,5                  |              |
| 1921 | 2 668                             | 64 610          | 30 698  | 33 912            | 24,2               | 11,5           | 12,7                  |              |
| 1922 | 2 695                             | 62 908          | 32 484  | 30 424            | 23,3               | 12,1           | 11,3                  |              |
| 1923 | 2 713                             | 61 731          | 31 543  | 30 188            | 22,8               | 11,6           | 11,1                  |              |
| 1924 | 2 729                             | 58 021          | 30 850  | 27 171            | 21,3               | 11,3           | 10,0                  |              |
| 1925 | 2 747                             | 54 066          | 30 481  | 23 585            | 19,7               | 11,1           | 8,6                   |              |
| 1926 | 2 763                             | 54 163          | 29 933  | 24 230            | 19,6               | 10,8           | 8,8                   |              |
| 1927 | 2 775                             | 50 175          | 31 141  | 19 034            | 18,1               | 11,2           | 6,9                   |              |
| 1928 | 2 785                             | 49 881          | 30 301  | 19 580            | 17,9               | 10,9           | 7,0                   | 2,32         |
| 1929 | 2 795                             | 48 372          | 32 023  | 16 349            | 17,3               | 11,5           | 5,8                   | 2,23         |
| 1930 | 2 807                             | 47 844          | 29 616  | 18 228            | 17,0               | 10,5           | 6,5                   | 2,16         |
| 1931 | 2 824                             | 45 989          | 30 674  | 15 315            | 16,3               | 10,9           | 5,4                   | 2,07         |
| 1932 | 2 842                             | 45 451          | 30 102  | 15 349            | 16,0               | 10,6           | 5,4                   | 2,03         |
| 1933 | 2 858                             | 42 114          | 28 943  | 13 171            | 14,7               | 10,1           | 4,6                   | 1,91         |
| 1934 | 2 874                             | 41 833          | 28 340  | 13 493            | 14,6               | 9,9            | 4,7                   | 1,84         |
| 1935 | 2 889                             | 41 321          | 29 747  | 11 574            | 14,3               | 10,3           | 4,0                   | 1,80         |
| 1936 | 2 904                             | 42 240          | 30 100  | 12 140            | 14,5               | 10,4           | 4,2                   | 1,84         |
| 1937 | 2 919                             | 43 808          | 30 217  | 13 591            | 15,0               | 10,4           | 4,7                   | 1,89         |
| 1938 | 2 936                             | 45 319          | 29 211  | 16 108            | 15,4               | 9,9            | 5,5                   | 1,86         |
| 1939 | 2 954                             | 46 603          | 29 870  | 16 733            | 15,8               | 10,1           | 5,7                   | 2,00         |
| 1940 | 2 973                             | 47 943          | 32 045  | 15 898            | 16,1               | 10,8           | 5,3                   | 2,04         |
| 1941 | 2 990                             | 45 773          | 32 209  | 13 564            | 15,3               | 10,8           | 4,5                   | 1,93         |
| 1942 | 3 009                             | 53 225          | 32 062  | 21 163            | 17,7               | 10,7           | 7,0                   | 2,25         |
| 1943 | 3 032                             | 57 281          | 31 623  | 25 658            | 18,9               | 10,4           | 8,5                   | 2,21         |
| 1944 | 3 060                             | 62 241          | 32 652  | 29 589            | 20,3               | 10,7           | 9,7                   | 2,59         |
| 1945 | 3 091                             | 61 814          | 30 030  | 31 784            | 20,0               | 9,7            | 10,3                  | 2,55         |
| 1946 | 3 127                             | 70 727          | 29 220  | 41 507            | 22,6               | 9,3            | 13,3                  | 2,89         |
| 1947 | 3 165                             | 67 625          | 29 894  | 37 731            | 21,4               | 9,4            | 11,9                  | 2,74         |
| 1948 | 3 201                             | 65 618          | 28 375  | 37 243            | 20,5               | 8,9            | 11,6                  | 2,62         |
| 1949 | 3 234                             | 63 052          | 29 082  | 33 970            | 19,5               | 9,0            | 10,5                  | 2,49         |
| 1950 | 3 265                             | 62 410          | 29 699  | 32 711            | 19,1               | 9,1            | 10,0                  | 2,53         |
| 1951 | 3 296                             | 60 571          | 27 736  | 32 835            | 18,4               | 8,4            | 10,0                  | 2,47         |
| 1952 | 3 328                             | 62 543          | 28 417  | 34 126            | 18,8               | 8,5            | 10,3                  | 2,58         |
| 1953 | 3 361                             | 62 985          | 28 412  | 34 573            | 18,7               | 8,5            | 10,3                  | 2,64         |
| 1954 | 3 394                             | 62 739          | 29 158  | 33 581            | 18,5               | 8,6            | 9,9                   | 2,67         |
| 1955 | 3 427                             | 63 552          | 29 099  | 34 453            | 18,5               | 8,5            | 10,1                  | 2,76         |
| 1956 | 3 460                             | 64 171          | 29 981  | 34 190            | 18,5               | 8,7            | 9,9                   | 2,83         |
| 1957 | 3 492                             | 63 063          | 30 560  | 32 503            | 18,1               | 8,8            | 9,3                   | 2,83         |
| 1958 | 3 523                             | 62 985          | 31 645  | 31 340            | 17,9               | 9,0            | 8,9                   | 2,86         |
| 1959 | 3 553                             | 63 005          | 31 761  | 31 244            | 17,7               | 8,9            | 8,8                   | 2,88         |
| 1960 | 3 581                             | 61 880          | 32 543  | 29 337            | 17,3               | 9,1            | 8,2                   | 2,85         |
| 1961 | 3 610                             | 62 555          | 33 313  | 29 242            | 17,3               | 9,2            | 8,1                   | 2,91         |
| 1962 | 3 639                             | 62 254          | 34 318  | 27 936            | 17,1               | 9,4            | 7,7                   | 2,89         |
| 1963 | 3 667                             | 63 290          | 36 850  | 26 440            | 17,3               | 10,0           | 7,2                   | 2,91         |
| 1964 | 3 694                             | 65 570          | 35 171  | 30 399            | 17,8               | 9,5            | 8,2                   | 2,95         |
| 1965 | 3 723                             | 66 277          | 35 317  | 30 960            | 17,8               | 9,5            | 8,3                   | 2,93         |
| 1966 | 3 753                             | 67 061          | 36 010  | 31 051            | 17,9               | 9,6            | 8,3                   | 2,90         |
| 1967 | 3 785                             | 66 779          | 36 216  | 30 563            | 17,6               | 9,6            | 8,1                   | 2,88         |
| 1968 | 3 819                             | 67 350          | 37 668  | 29 682            | 17,6               | 9,9            | 7,8                   | 2,78         |
| 1969 | 3 851                             | 67 746          | 38 994  | 28 752            | 17,6               | 10,1           | 7,5                   | 2,70         |
| 1970 | 3 877                             | 64 551          | 38 723  | 25 828            | 16,6               | 10,0           | 6,7                   | 2,51         |
| 1971 | 3 903                             | 65 550          | 38 981  | 26 569            | 16,8               | 10,0           | 6,8                   | 2,53         |
| 1972 | 3 933                             | 64 260          | 39 375  | 24 885            | 16,3               | 10,0           | 6,3                   | 2,37         |
| 1973 | 3 961                             | 61 208          | 39 958  | 21 250            | 15,5               | 10,1           | 5,4                   | 2,24         |
| 1974 | 3 985                             | 59 603          | 39 464  | 20 139            | 15,0               | 9,9            | 5,1                   | 2,15         |
| 1975 | 4 007                             | 56 345          | 40 061  | 16 284            | 14,1               | 10,0           | 4,1                   | 2,00         |
| 1976 | 4 026                             | 53 474          | 40 216  | 13 258            | 13,3               | 10,0           | 3,3                   | 1,88         |
| 1977 | 4 043                             | 50 877          | 39 824  | 11 053            | 12,6               | 9,9            | 2,7                   | 1,77         |
| 1978 | 4 059                             | 51 749          | 40 682  | 11 067            | 12,7               | 10,0           | 2,7                   | 1,79         |
| 1979 | 4 073                             | 51 580          | 41 632  | 9 948             | 12,7               | 10,2           | 2,4                   | 1,77         |
| 1980 | 4 086                             | 51 039          | 41 340  | 9 699             | 12,5               | 10,1           | 2,4                   | 1,74         |
| 1981 | 4 100                             | 50 708          | 41 893  | 8 815             | 12,4               | 10,2           | 2,2                   | 1,69         |
| 1982 | 4 115                             | 51 245          | 41 454  | 9 791             | 12,5               | 10,1           | 2,4                   | 1,70         |
| 1983 | 4 128                             | 49 937          | 42 224  | 7 713             | 12,1               | 10,2           | 1,9                   | 1,67         |
| 1984 | 4 140                             | 50 274          | 42 528  | 7 746             | 12,1               | 10,3           | 1,9                   | 1,66         |
| 1985 | 4 153                             | 51 134          | 44 372  | 6 762             | 12,3               | 10,7           | 1,6                   | 1,68         |
| 1986 | 4 167                             | 52 514          | 43 560  | 8 954             | 12,6               | 10,5           | 2,1                   | 1,71         |
| 1987 | 4 187                             | 54 027          | 44 959  | 9 068             | 12,9               | 10,7           | 2,2                   | 1,80         |
| 1988 | 4 209                             | 57 526          | 45 354  | 12 172            | 13,7               | 10,8           | 2,9                   | 1,84         |
| 1989 | 4 227                             | 59 303          | 45 173  | 14 130            | 14,0               | 10,7           | 3,3                   | 1,88         |
| 1990 | 4 241                             | 60 939          | 46 021  | 14 918            | 14,4               | 10,9           | 3,5                   | 1,93         |
| 1991 | 4 262                             | 60 808          | 44 923  | 15 885            | 14,3               | 10,5           | 3,7                   | 1,92         |
| 1992 | 4 286                             | 60 109          | 44 731  | 15 378            | 14,0               | 10,4           | 3,6                   | 1,88         |
| 1993 | 4 312                             | 59 678          | 46 597  | 13 081            | 13,8               | 10,8           | 3,0                   | 1,86         |
| 1994 | 4 325                             | 59 200          | 44 076  | 15 124            | 13,7               | 10,2           | 3,5                   | 1,85         |
| 1995 | 4 359                             | 60 292          | 45 190  | 15 102            | 13,8               | 10,4           | 3,5                   | 1,85         |
| 1996 | 4 381                             | 60 927          | 43 860  | 17 067            | 13,9               | 10,0           | 3,9                   | 1,88         |
| 1997 | 4 405                             | 59 801          | 44 595  | 15 206            | 13,6               | 10,1           | 3,5                   | 1,87         |
| 1998 | 4 431                             | 58 130          | 44 045  | 14 085            | 13,1               | 9,9            | 3,2                   | 1,81         |
| 1999 | 4 462                             | 59 191          | 45 139  | 14 052            | 13,3               | 10,1           | 3,1                   | 1,85         |
| 2000 | 4 491                             | 59 229          | 44 225  | 15 004            | 13,2               | 9,8            | 3,3                   | 1,84         |
| 2001 | 4 514                             | 56 674          | 44 153  | 12 521            | 12,6               | 9,8            | 2,8                   | 1,78         |
| 2002 | 4 538                             | 55 445          | 44 711  | 10 734            | 12,2               | 9,9            | 2,4                   | 1,75         |
| 2003 | 4 565                             | 56 496          | 42 788  | 13 708            | 12,4               | 9,4            | 3,0                   | 1,80         |
| 2004 | 4 592                             | 56 959          | 41 635  | 15 324            | 12,4               | 9,1            | 3,3                   | 1,83         |
| 2005 | 4 623                             | 56 756          | 41 232  | 15 524            | 12,3               | 8,9            | 3,4                   | 1,80         |
| 2006 | 4 661                             | 58 545          | 41 068  | 17 477            | 12,6               | 8,8            | 3,7                   | 1,90         |
| 2007 | 4 709                             | 58 459          | 41 954  | 16 505            | 12,4               | 8,9            | 3,5                   | 1,88         |
| 2008 | 4 768                             | 60 497          | 41 712  | 18 785            | 12,7               | 8,7            | 3,9                   | 1,96         |
| 2009 | 4 829                             | 61 807          | 41 449  | 20 358            | 12,8               | 8,6            | 4,2                   | 1,98         |
| 2010 | 4 889                             | 61 442          | 41 500  | 19 942            | 12,6               | 8,5            | 4,1                   | 1,95         |
| 2011 | 4 953                             | 60 220          | 41 393  | 18 827            | 12,1               | 8,3            | 3,8                   | 1,88         |
| 2012 | 5 019                             | 60 255          | 41 992  | 18 263            | 12,0               | 8,4            | 3,6                   | 1,85         |
| 2013 | 5 079                             | 58 995          | 41 282  | 17 713            | 11,7               | 8,1            | 3,6                   | 1,78         |
| 2014 | 5 137                             | 59 084          | 40 394  | 18 690            | 11,5               | 7,9            | 3,6                   | 1,76         |

### Відтворення
Народжуваність у Норвегії, станом на 2015 рік, дорівнює 12,14 ‰ (163-тє місце у світі). Коефіцієнт потенційної народжуваності 2015 року становив 1,86 дитини на одну жінку (145-те місце у світі). Рівень застосування контрацепції 88,4 % (станом на 2005 рік). Середній вік матері при народженні першої дитини становив 28,5 року (оцінка на 2012 рік).
Смертність у Норвегії 2015 року становила 8,12 ‰ (95-те місце у світі).
Природний приріст населення в країні 2015 року становив 1,13 % (108-ме місце у світі). Темпи зростання населення 2010 року: Нур-Норге — 0,5 %, Тренделаг — 0,9 %, Серланн — 1,2 %, Естланн — 1,3 %, Вестланн — 1,4 %; загалом країною — 1,2 %.

### Вікова структура

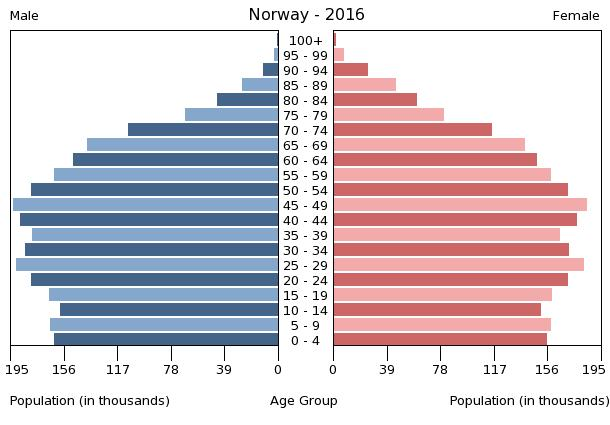
Віково-статева піраміда населення Норвегії, 2016 рік

Середній вік населення Норвегії становить 39,1 року (53-тє місце у світі): для чоловіків — 38,4, для жінок — 40 років. Очікувана середня тривалість життя 2015 року становила 81,7 року (20-те місце у світі), для чоловіків — 79,7 року, для жінок — 83,81 року.
Вікова структура населення Норвегії, станом на 2015 рік, мала такий вигляд:
- діти віком до 14 років — 18,08 % (482 945 чоловіків, 458 735 жінок);
- молодь віком 15—24 роки — 12,99 % (347 535 чоловіків, 329 113 жінок);
- дорослі віком 25—54 роки — 40,91 % (1 096 539 чоловіків, 1 033 879 жінок);
- особи передпохилого віку (55—64 роки) — 11,69 % (308 142 чоловіки, 300 895 жінок);
- особи похилого віку (65 років і старіші) — 16,32 % (387 333 чоловіки, 462 573 жінки)[1].

### Шлюбність— розлучуваність
Коефіцієнт шлюбності, тобто кількість шлюбів на 1 тис. осіб за календарний рік, дорівнює 4,8; коефіцієнт розлучуваності — 2,1; індекс розлучуваності, тобто відношення шлюбів до розлучень за календарний рік — 44 (дані за 2010 рік). Середній вік, коли чоловіки беруть перший шлюб, дорівнює 34,4 року, жінки — 31,6 року, загалом — 33 роки (дані за 2014 рік).

## Розселення
Густота населення країни 2015 року становила 14,3 особи/км² (207-ме місце у світі). Більша частина населення країни розміщується в південній частині, де кращий клімат і комунікації з материковою Європою, і вздовж морського узбережжя Північного моря. Внутрішні гірські райони півночі майже не заселені.

### Урбанізація
Норвегія надзвичайно урбанізована країна. Рівень урбанізованості становить 80,5 % населення країни (станом на 2015 рік), темпи зростання частки міського населення — 1,35 % (оцінка тренду за 2010—2015 роки).
Головні міста держави: Осло (столиця) — 986,0 тис. осіб (дані за 2015 рік).

### Міграції
Річний рівень імміграції 2015 року становив 7,25 ‰ (16-те місце у світі). Цей показник не враховує різниці між законними і незаконними мігрантами, між біженцями, трудовими мігрантами та іншими.

#### Біженці й вимушені переселенці
Станом на 2015 рік, у країні постійно перебуває 13,49 тис. біженців з Еритреї, 8,6 тис. з Сомалі, 5,68 з Афганістану.
У країні мешкає 2,7 тис. осіб без громадянства..
Норвегія є членом Міжнародної організації з міграції (IOM).

## Расово-етнічний склад
| Етнічний склад (2012 рік) | Етнічний склад (2012 рік) | Етнічний склад (2012 рік) | Етнічний склад (2012 рік) | Етнічний склад (2012 рік) |
| ------------------------- | ------------------------- | ------------------------- | ------------------------- | ------------------------- |
| Етнос:                    |                           |                           | Відсоток:                 |                           |
| норвежці                  | норвежці                  |                           | 94.4%                     | 94.4%                     |
| європейці                 | європейці                 |                           | 3.6%                      | 3.6%                      |
| інші                      | інші                      |                           | 2%                        | 2%                        |
| саами                     | саами                     |                           | 0.1%                      | 0.1%                      |

Головні етноси країни: норвежці — 94,4 %, інші європейці — 3,6 %, інші — 2 %, саами — 60 тис. (оціночні дані за 2007 рік).

## Мови
| Мови Норвегії (2015 рік) | Мови Норвегії (2015 рік) | Мови Норвегії (2015 рік) | Мови Норвегії (2015 рік) | Мови Норвегії (2015 рік) |
| ------------------------ | ------------------------ | ------------------------ | ------------------------ | ------------------------ |
| Мова:                    |                          |                          | Відсоток:                |                          |
| норвезька                | норвезька                |                          | %                        | %                        |
| Саамська                 | Саамська                 |                          | %                        | %                        |
| фінська                  | фінська                  |                          | %                        | %                        |

Офіційна мова: норвезька (букмол і нюношк). Саамська і фінська мови виступають як офіційні мови відповідних етнічних меншин. Норвегія, як член Ради Європи, 5 листопада 1992 року підписала і ратифікувала 10 листопада 1993 року Європейську хартію регіональних мов (вступила в дію 1 березня 1998 року). Регіональними мовами визнані: саамська, скандоциганська, квенська, циганська.

## Релігії
| Релігії в Норвегії (2009 рік) | Релігії в Норвегії (2009 рік) | Релігії в Норвегії (2009 рік) | Релігії в Норвегії (2009 рік) | Релігії в Норвегії (2009 рік) |
| ----------------------------- | ----------------------------- | ----------------------------- | ----------------------------- | ----------------------------- |
| Віросповідання:               |                               |                               | Відсоток:                     |                               |
| лютерани                      | лютерани                      |                               | 82.1%                         | 82.1%                         |
| католики                      | католики                      |                               | 1.8%                          | 1.8%                          |
| християни                     | християни                     |                               | 3.9%                          | 3.9%                          |
| мусульмани                    | мусульмани                    |                               | 2.3%                          | 2.3%                          |
| інші                          | інші                          |                               | 2.4%                          | 2.4%                          |
| агностики                     | агностики                     |                               | 7.5%                          | 7.5%                          |

Головні релігії й вірування, які сповідує, і конфесії та церковні організації, до яких відносить себе населення країни: лютеранство (державна релігія, Церква Норвегії) 82,1 %, римо-католицтво — 1,8 %, інші течії християнства — 3,9 %, іслам — 2,3 %, інші — 2,4 %, не визначились — 7,5 % (станом на 2011 рік).

## Освіта
Рівень письменності 2015 року становив 99 % дорослого населення (віком від 15 років): 99 % — серед чоловіків, 99 % — серед жінок.
Державні витрати на освіту становлять 7,4 % ВВП країни, станом на 2014 рік (21-ше місце у світі). Середня тривалість освіти становить 18 років, для хлопців — до 17 років, для дівчат — до 18 років (станом на 2014 рік).

## Охорона здоров'я
Забезпеченість лікарями в країні на рівні 4,28 лікаря на 1000 мешканців (станом на 2012 рік). Забезпеченість лікарняними ліжками в стаціонарах — 3,3 ліжка на 1000 мешканців (станом на 2011 рік). Загальні витрати на охорону здоров'я 2014 року становили 9,7 % ВВП країни (40-ве місце у світі).
Смертність немовлят до 1 року, станом на 2015 рік, становила 2,48 ‰ (220-те місце у світі); хлопчиків — 2,79 ‰, дівчаток — 2,16 ‰. Рівень материнської смертності 2015 року становив 5 випадків на 100 тис. народжень (167-ме місце у світі).
Норвегія входить до складу ряду міжнародних організацій: Міжнародного руху (ICRM) і Міжнародної федерації товариств Червоного Хреста і Червоного Півмісяця (IFRCS), Дитячого фонду ООН (UNISEF), Всесвітньої організації охорони здоров'я (WHO).

### Наркотики

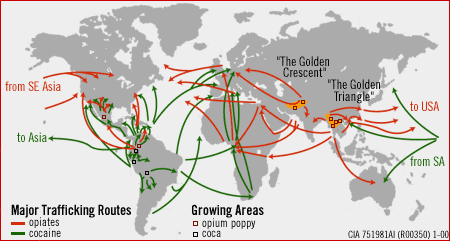
Світові маршрути наркотрафіку

### Захворювання
2014 року було зареєстровано 5,8 тис. хворих на СНІД це 0,15 % населення в репродуктивному віці 15—49 років (105-те місце у світі). Смертність 2014 року від цієї хвороби становила приблизно 100 осіб (112-те місце у світі).
Частка дорослого населення з високим індексом маси тіла 2014 року становила 24,8 % (84-те місце у світі).

### Санітарія
Доступ до облаштованих джерел питної води 2015 року мало 100 % населення в містах і 100 % у сільській місцевості; загалом 100 % населення країни. Відсоток забезпеченості населення доступом до облаштованого водовідведення (каналізація, септик): у містах — 98 %, в сільській місцевості — 98,3 %, загалом по країні — 98,1 % (станом на 2015 рік). Споживання прісної води, станом на 2006 рік, дорівнює 2,94 км³ на рік, або 622,4 тонни на одного мешканця на рік: з яких 28 % припадає на побутові, 43 % — на промислові, 29 % — на сільськогосподарські потреби.

## Соціально-економічне становище
Співвідношення осіб, що в економічному плані залежать від інших, до осіб працездатного віку (15—64 роки) загалом становить 52,2 % (станом на 2015 рік): частка дітей — 27,3 %; частка осіб похилого віку — 24,9 %, або 4 потенційно працездатних на 1 пенсіонера. Загалом ці показники характеризують рівень потреби державної допомоги в секторах освіти, охорони здоров'я і пенсійного забезпечення, відповідно. Дані про відсоток населення країни, що перебуває за межею бідності відсутні. Розподіл доходів домогосподарств у країні має такий вигляд: нижній дециль — 3,8 %, верхній дециль — 21,2 % (станом на 2014 рік).
Станом на 2016 рік, уся країна була електрифікована, усе населення країни мало доступ до електромереж. Рівень проникнення інтернет-технологій надзвичайно високий. Станом на липень 2015 року в країні налічувалось 5,042 млн унікальних інтернет-користувачів (70-те місце у світі), що становило 96,8 % загальної кількості населення країни.

### Трудові ресурси
Загальні трудові ресурси 2015 року становили 2,777 млн осіб (106-те місце у світі). Зайнятість економічно активного населення у господарстві країни розподіляється таким чином: аграрне, лісове і рибне господарства — 2,7 %; промисловість і будівництво — 18,3 %; сфера послуг — 79 % (станом на 2015 рік). Безробіття 2015 року дорівнювало 4,4 % працездатного населення, 2014 року — 3,5 % (42-ге місце у світі); серед молоді у віці 15—24 років ця частка становила 7,9 %, серед юнаків — 9,1 %, серед дівчат — 6,6 % (109-те місце у світі).

## Кримінал

### Торгівля людьми
Згідно зі щорічною доповіддю про торгівлю людьми (англ. Trafficking in Persons Report) Управління з моніторингу та боротьби з торгівлею людьми Державного департаменту США, уряд Норвегії докладає усіх можливих зусиль у боротьбі з явищем примусової праці, сексуальної експлуатації, незаконною торгівлею внутрішніми органами, законодавство відповідає усім вимогам американського закону 2000 року щодо захисту жертв (англ. Trafficking Victims Protection Act’s), держава перебуває у списку першого рівня.

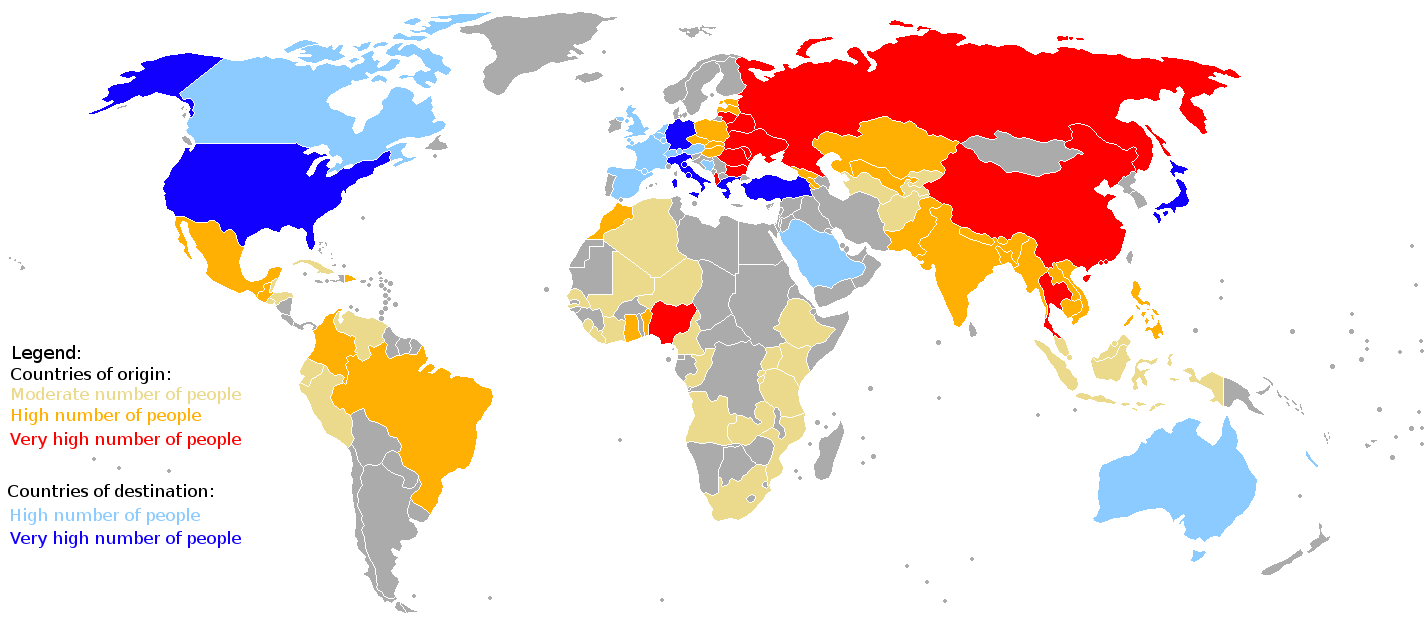
Країни-донори (червоний) і країни-реципієнти кримінальних потоків  (англ.)
Глобальна боротьба з торгівлею людьми (англ.)

## Гендерний стан
Статеве співвідношення (оцінка 2015 року):
- при народженні — 1,06 особи чоловічої статі на 1 особу жіночої;
- у віці до 14 років — 1,05 особи чоловічої статі на 1 особу жіночої;
- у віці 15—24 років — 1,06 особи чоловічої статі на 1 особу жіночої;
- у віці 25—54 років — 1,06 особи чоловічої статі на 1 особу жіночої;
- у віці 55—64 років — 1,02 особи чоловічої статі на 1 особу жіночої;
- у віці за 64 роки — 0,84 особи чоловічої статі на 1 особу жіночої;
- загалом — 1,01 особи чоловічої статі на 1 особу жіночої[1].

## Демографічні дослідження
Демографічні дослідження в країні ведуться рядом державних і наукових установ:

### Українською
- Атлас. 10—11 клас. Економічна і соціальна географія світу / упорядники :  О. Я. Скуратович, Н. І. Чанцева. — К. : ДНВП «Картографія», 2010. — ISBN 978-966-475-639-3.
- Атлас світу / голов. ред. І. С. Руденко ; зав. ред. В. В. Радченко ; відп. ред. О. В. Вакуленко. — К. : ДНВП «Картографія», 2005. — 336 с. — ISBN 9666315467.
- Безуглий В. В. Економічна і соціальна географія зарубіжних країн : Навчальний посібник. — К. : ВЦ «Академія», 2007. — 704 с. — ISBN 978-966-580-239-6.
- Безуглий В. В., Козинець С. В. Регіональна економічна і соціальна географія світу : Навчальний посібник. — видання 2-ге, доп., перероб. — К. : ВЦ «Академія», 2007. — 688 с. — ISBN 966-580-144-9.
- Гудзеляк І. І. Географія населення: Навчальний посібник / І. Гудзеляк. — Л. : Видавничий центр ЛНУ імені Івана Франка, 2008. — 232 с. — ISBN 978-966-613-599-8.
- Дахно І. І. Країни світу: Енциклопедичний довідник / І. І. Дахно, С. М. Тимофієв. — К. : Мапа, 2011. — 606 с. — (Бібліотека нового українця) — ISBN 978-966-8804-23-6.
- Дахно І. І. Економічна географія зарубіжних країн : навчальний посібник. — К. : Центр учбової літератури, 2014. — 319 с. — ISBN 978-611-01-0682-5.
- Джаман В. О. Регіональні системи розселення: демографічні аспекти. — Чернівці : Рута, 2003. — 392 с. — ISBN 9665685988.
- Дорошенко Л. С. Демографія: Навчальний посібник. — К. : МАУП, 2005. — 112 с. — ISBN 966-608-442-2.
- Дубович І. А. Країнознавчий словник-довідник. — 5-те вид., перероб. і доп. — К. : Знання, 2008. — 839 с. — ISBN 978-966-346-330-8.
- Економічна і соціальна географія країн світу. Навчальний посібник / За ред. Кузика С. П. — Л. : Світ, 2002. — 672 с. — ISBN 966-603-178-7.
- Загальна медична географія світу / В. О. Шевченко [та ін.] — К. : [б.в.], 1998. — 178 с.
- Крисаченко В. С. Динаміка населення: Популяційні, етнічні та глобальні виміри. — К. : Видавництво Національного інституту стратегічних досліджень, 2005. — 368 с. — ISBN 966-554-083-1.
- Любіцева О. О., Мезенцев К. В., Павлов С. В. Географія релігій. — К. : АртЕК, 1999. — 504 с. — ISBN 966-505-006-0.
- Масляк П. О. Країнознавство. — К. : Знання, 2007. — 292 с. — (Вища освіта XXI століття)
- Масляк П. О., Дахно І. І. Економічна і соціальна географія світу / П. О. Масляк, І. І. Дахно ; за ред. П. О. Масляка. — К. : Вежа, 2003. — 280 с. — ISBN 966-7091-53-8.

### Російською
- (рос.) Норвегия // Демографический энциклопедический словарь / главн. ред. Валентей Д. И. — М. : Советская энциклопедия, 1985. — 608 с.
- (рос.) Норвегия // Страны и народы. Зарубежная Европа. Общий обзор. Северная Европа / Редкол. : В. П. Максаковский, С. А. Токарев (отв. ред.) и др. — М. : «Мысль», 1981. — 269 с. — (Страны и народы) — 180 тис. прим.
- (рос.) Атлас народов мира / Отв. ред. С. И. Брук и В. С. Апенченко. — М. : ГУГК ГГК СССР и Институт этнографии им. Н. Н. Миклухо-Маклая АН СССР, 1964. — 185 с. — 20 тис. прим.
- (рос.) Численность и расселение народов мира. Этнографические очерки / под ред. С. И. Брука. — М. : Издательство АН СССР, 1962. — 487 с.
- (рос.) Лаппо Г. М. География городов: Учебное пособие для географических факультетов вузов. — М. : Туманит, изд. центр ВЛАДОС, 1997. — 476 с. — ISBN 5-691-00047-0.
- (рос.) Урланис Б. Ц. Рост населения в Европе (опыт исчисления). — М. : ОГИЗ-Госполитиздат, 1941. — 436 с.
- (рос.) Ягельский А. География населения. — М. : Прогресс, 1980. — 383 с.